# Venstrebladet for Det sydlige Jylland
Venstrebladet for det Sydlige Jylland var en avis udgivet i Vejen og Kolding. 
Startede som dagblad i Vejen den 17. april 1906. Udgivet i Kolding 1. januar 1908 – 31. marts 1958. Udkom om fredagen som ugeblad fra april 1958 til december 1971, da bladet ophørte. Politisk tilsluttede bladet sig Det Radikale Venstre.